# Dinusha Gomes
Dinusha Gomes (Panadura, 30 dicembre 1992) è una sollevatrice singalese.

## Palmarès
- Giochi del Commonwealth

Gold Coast 2018: bronzo nei 48kg.